# Alepia litotes
Alepia litotes är en tvåvingeart som beskrevs av Quate och Brown 2004. Alepia litotes ingår i släktet Alepia och familjen fjärilsmyggor. Inga underarter finns listade i Catalogue of Life.